# Carovigno
Carovigno (Carvìgni dans carovignolo)  est une commune italienne d'environ  17 100 habitants (2019), de la province de Brindisi en Pouilles. La ville fait partie du Salento Nord et est un centre de production d'huile d'olive de haute qualité.

## Géographie
Carovigno est située à environ 7 km de la côte Adriatique et à 28 km de Brindisi. Elle a une superficie de 105 km2 et une altitude de 171 m.

## Histoire
Les restes des remparts antiques et de l'acropole
abondent sur le territoire de Carovigno. 
Le nom de la ville pourrait dériver du grec Karpene, « frugifère », reflétant la fertilité des terres et l'ancien culte local à Cérès. Il pourrait aussi refléter celui, Karp, de la colline sur laquelle a été construite la ville fortifiée.

## Armoiries
Le blason de la ville de Carovigno a été reconnu le 9 février 1935. La forme est typique de l'héraldique civique italienne tandis que le thème des armoiries est constitué d'un dauphin monté par un Cupidon qui joue de la cithare.
Ces symboles nous ramènent à une explication mythologique. Les sources parlent d'un jeune homme nommé Arion de Méthymne, fils de Poséidon, le dieu de la mer, et de la nymphe Anéa . On raconte que, lors d'un voyage depuis l'est vers la Grande-Grèce, Arion apprit qu'il serait jeté à la mer parce que l'équipage voulait prendre possession de ses richesses. En tant que joueur de cithare expérimenté, il a demandé avant sa mort à pouvoir jouer de son instrument pour la dernière fois. Il en était ainsi, mais pendant qu'Arion jouait de l'instrument, son chant attira un banc de dauphins vers le navire . L'un de ces animaux prit Arion sur son dos et le transporta sain et sauf vers la côte. Pour cette raison, certaines villes côtières, dont Carovigno, ont revendiqué leur appartenance et font remonter la fondation de la ville à cet événement mythologique.

## Monuments et lieux d'intérêt

### Édifices religieux
- L'église paroissiale dédiée à l'Assomption, reconstruite en 1837. Du bâtiment originel du XVIe siècle subsistent une rosace sur le côté droit et l'abside de la nef gauche. Dans l'abside intérieure sont excavées dix niches sur deux niveaux. Sur l'autel principal est exposée la Dernière Cène, toile du peintre Solimena (XVIIe siècle).
- L'église de Sant'Angelo (XVe siècle).
- L'église du Carmine, située à côté de l'hôtel de ville. Elle abrite des fresques datant du XVIIIe siècle représentant La Cène et Saint Élie dans le désert ainsi qu'un tableau de Saint Laurent entre Léonard et Étienne martyrs, huile sur toile du XVIIIe siècle.
- L'église de Sainte-Anne, construite par la famille Imperiali (sceaux du XVIIe-XVIIIe)  près du château, qui servait de la chapelle privée aux seigneurs féodaux (remaniée néo-romane).
- À 4 km à l'est de la ville se situe le Sanctuaire de la Madonna del Belvedere, reconstruit en 1875 à la place d'un monastère basilien dont subsiste une crypte accessible en descendant 47 marches. Le ciboire porte la date de 1501, la signature de Giovanni Lombardo d'Ostuni et le nom de son commanditaire, Pirro de Loffredo. Dans une chapelle latérale on peut admirer une très ancienne fresque (repeinte plusieurs fois) représentant le doux visage de la Madonne, très vénérée par les fidèles dans la semaine suivant Pâques, ainsi que d'autres fresques de la fin de la période byzantine.

## Société

### Changements démographique
Habitants recensés
- Taux de natalité (2012) : 8,3
- Taux de mortalité (2012) : 10,0

### Ressortissants étrangers
La population résidente étrangère dans la ville de Carovigno au 31 décembre de 2012.
- Albanie: 114
- Roumanie: 88
- Mali: 85
- Royaume-Uni: 36
- Ghana: 28
- Maroc: 25

## Traditions et folklore

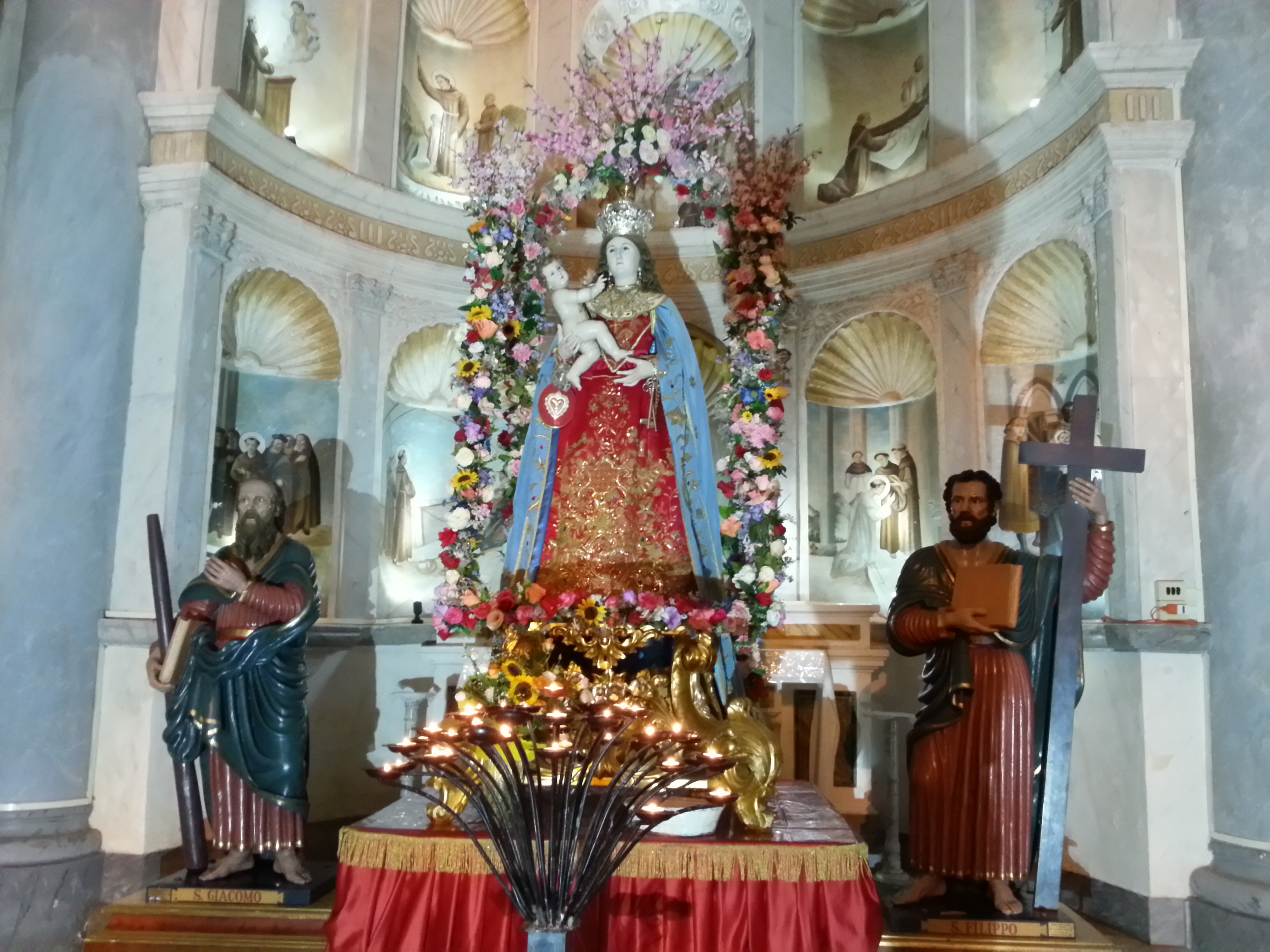
Notre Dame de Belvedere avec les Saints Giacomo et Filippo

## Histoire et légende
La découverte de l'image de Notre-Dame est estimée à environ 1100, lorsque Godfrey III de Montescaglioso était seigneur de Ostuni, Carovigno et Lecce.

## Administration
| Période                                  | Période          | Identité                  | Étiquette     | Qualité                    |
| ---------------------------------------- | ---------------- | ------------------------- | ------------- | -------------------------- |
| 12 juin 2013                             | 24 février 2015  | Cosimo Mele               | liste civique | Sindaco                    |
| 24 février 2015                          | 14 juin 2015     | Pietro Massone            |               | Commissaire extraordinaire |
| 14 juin 2015                             | 11 janvier 2018  | Carmine Brandi            | liste civique | Sindaco                    |
| 12 janvier 2018                          | 10 juin 2018     | Onofrio Padovano          |               | Commissaire préfectotal    |
| 11 juin 2018                             | 30 décembre 2020 | Massimo Lanzilotti        | liste civique | Sindaco                    |
| 31 décembre 2020                         | 11 mars 2021     | Maria Antonietta Olivieri |               | Commissaire extraordinaire |
| 12 mars 2021                             | En cours         | Maria Rosaria Maiorino    |               | Commissaire préfectoral    |
| Les données manquantes sont à compléter. |                  |                           |               |                            |

### Communes limitrophes
- Brindisi, Ostuni, San Vito dei Normanni, San Michele Salentino